# Ormetica rosenbergi
Ormetica rosenbergi là một loài bướm đêm thuộc phân họ Arctiinae, họ Erebidae.